# Yaraşlıyörük, Ereğli
Yaraşlıyörük là một xã thuộc huyện Ereğli, tỉnh Zonguldak, Thổ Nhĩ Kỳ. Dân số thời điểm năm 2011 là 759 người.